# Římskokatolická farnost Hruška
Římskokatolická farnost Hruška je územní společenství římských katolíků v Hrušce a okolí. Organizačně spadá do Děkanátu Prostějov.

## Historie farnosti
Katolická farnost v Hrušce je připomínána již v 16. století. Později zanikla a obnovena byla roku 1653. Farní kostel sv. Jana Nepomuckého byl benedikován 20. května 1839 děkanem Antonínem Wintrem. Kostel se nachází na místě původní zvonice. 

## Duchovní správci
Farnost je spravována z Němčic nad Hanou. Administrátorem excurrendo je od ledna 2009 R.D. Mgr. Tomáš Strogan.

## Bohoslužby
| Kostel               | Místo  | Bohoslužba (den) | Hodina     | Poznámka     |
| -------------------- | ------ | ---------------- | ---------- | ------------ |
| sv. Jana Nepomuckého | Hruška | neděle pátek     | 7.45 15.30 | Farní kostel |